# Shopify
Shopify — интернет-компания, занимается разработкой программного обеспечения для онлайн и розничных магазинов. Штаб-квартира находится в Оттаве, Канада.
Shopify была создана в 2004 году группой единомышленников, которые собирались создать интернет-магазин по торговле досками для сноуборда.
Первоначально компания получила название Jaded Pixel Technologies Inc. и в 2011 году сменила название на Shopify Inc.
По итогам 2016 года компания отчиталась о 377 500 клиентах и сумме продаж магазинов в 29 млрд долларов (с даты создания Shopify).

## История
В 2004 году Тобиас Лютке, Даниэль Вайнланд и Скотт Лейк решили создать интернет-магазин сноубординга SnowDevil. Отсутствие готового решения для создания интернет-магазина натолкнуло на мысль разработать собственный программный продукт.
Инструментом разработки стал фреймворк Ruby on Rails. За 2 месяца была создана первая версия магазина SnowDevil. В 2006 году была запущена платформа для построения онлайн-магазина Shopify.
В июне 2009 года Shopify запускает магазин приложений Shopify App Store. Разработчики приложений могут дополнять Shopify новыми функциями.
В начале 2014 года запускается новый проект — Shopify Plus. Это решение даёт возможность магазинам обрабатывать до 4 млн запросов в секунду и обеспечивает до 10 тыс. покупок в секунду.
В середине 2014 года было заключено партнерское соглашение с Pinterest. В Shopify был добавлен новый канал продаж — Pinterest. При размещении в Pinterest, фотографии товара могут содержать информацию о цене и об остатках. Для подключения канала нужно регистрировать Pinterest business account.
14 апреля 2015 Shopify объявила о листинге на Нью-Йоркской Фондовой бирже (SHOP) и Фондовой Бирже Торонто (SH). 21 мая 2015 компания стала публичной собрав 131 млн долларов.
В сентябре 2015 Amazon.com объявляет о закрытии сервиса Amazon Webstore и рекомендует платформу Shopify как инструмент организации продаж для Amazon. В настройках магазина появился новый канал продаж Amazon, который активируется после регистрации учётной записи Amazon Pro. Добавлена интеграция с сервисом хранения товара и исполнения заказов — Fulfillment by Amazon.
В сентябре 2015 года Shopify объявляет об открытии нового канала продаж — магазин в Facebook. Перенос товара в Facebook происходит в течение 24 часов с момента утверждения товаров Facebook.
По состоянию на январь 2019 года онлайн-продажи каннабиса для рекреационного использования активно осуществлялись по всей Канаде через правительства провинций и других территорий, и это может отразиться на количестве пользователей Shopify.
По данным за март 2019, Shopify является второй по популярности платформой для электронной коммерции в мире по количеству уникальных сайтов.
Shopify получает 20 процентов всего дохода за счет продаж приложений. Компания также платит реферальные вознаграждения партнерам и разработчикам, когда они помогают привлечь новых клиентов. Так, в 2018 году разработчикам было выплачено более 100 миллионов долларов.

## Shopify в России
В 2015 году Shopify открыла страницу на русском языке. В 2017 году появляется техническая поддержка Shopify на русском языке.
В 2022 году Shopify приостановила работу в России и Белоруссии в связи со вторжением России на Украину.

### Приём платежей
- В этом же году[каком?] Shopify подключила PayPal для приёма платежей в рублях по кредитным картам[23].
- В конце 2015 года подключился ещё 1 платёжный шлюз — Яндекс: Касса[24]. Пока оборот Shopify через Яндекс: Касса не достигнет 1 млн долларов, потребуется вручную подключать платёжный шлюз Яндекс к Shopify[25][неавторитетный источник].
- Также имелась возможность принимать платежи через платежного агента B2CPL и формировать онлайн-чек с соблюдением требований Закона ФЗ-54[26].
- В середине 2018 года подключен платежный шлюз Сбербанка с возможностью передачи сведений для формирования онлайн-чеков через сервис Атол[27][неавторитетный источник].
- В 2019 году добавлена интеграция Shopify с платежным шлюзом Тинькофф[28], с платежным агрегатором Робокасса[29][30] и CloudPayments[31].

Службы доставки
- в 2018 проведена интеграция со службой доставки СДЭК[32]
- в 2019 году добавлена интеграция со службами Почта России и EMS[33], Аксиомус и БоксБерри[34], Сити Экспресс[35]